# Fox Valley
Fox Valley es un pueblo canadiense situado en la provincia de Saskatchewan.

## Superficie
Fox Valley tiene una superficie de 0,7 km².

## Demografía
En 2021, tenía 259 habitantes, una densidad poblacional de 369,7 hab./km², y 134 viviendas.